# Bellator 224
Bellator 224: Budd vs. Rubin è stato un evento di arti marziali miste tenuto dalla Bellator MMA il 12 luglio 2019 al WinStar World Casino di Thackerville negli Stati Uniti.

## Risultati
|                                        | Divisione              |                   |           |                   | Metodo                                        | Round     | Tempo     | Premio    |
| Main Card                              | Main Card              | Main Card         | Main Card | Main Card         | Main Card                                     | Main Card | Main Card | Main Card |
| -------------------------------------- | ---------------------- | ----------------- | --------- | ----------------- | --------------------------------------------- | --------- | --------- | --------- |
| Sfida valida per il titolo di campione | Pesi piuma femminili   | Julia Budd (c)    | batte     | Olga Rubin        | KO tecnico (calcio al corpo e pugni)          | 1         | 2:14      |           |
|                                        | Catchweight (190 lbs.) | Rafael Carvalho   | batte     | Chidi Njokuani    | Decisione unanime (29–28, 29–28, 29–28)       | 3         | 5:00      |           |
|                                        | Pesi mosca femminili   | Juliana Velasquez | batte     | Kristina Williams | KO tecnico (pugni)                            | 2         | 4:03      |           |
|                                        | Pesi welter            | Ed Ruth           | batte     | Kiichi Kunimoto   | KO tecnico (ginocchiata e pugni)              | 2         | 3:49      |           |
| Card Preliminare                       |                        |                   |           |                   |                                               |           |           |           |
|                                        | Pesi leggeri           | Nainoa Dung       | batte     | Bradley Robison   | Decisione unanime (28–27, 28–27, 28–27)       | 3         | 5:00      |           |
|                                        | Pesi piuma             | Gabriel Varga     | batte     | Jamese Taylor     | KO tecnico (pugni)                            | 2         | 3:23      |           |
|                                        | Catchweight (165 lbs.) | Mike Jackson      | batte     | Kiefer Crosbie    | DQ (ginocchiata illegale)                     | 1         | 1:46      |           |
|                                        | Pesi piuma femminili   | Leslie Smith      | batte     | Sinead Kavanagh   | Decisione maggioritaria (28–28, 29–28, 29–28) | 3         | 5:00      |           |
|                                        | Pesi mediomassimi      | Jordan Young      | batte     | Joel Bauman       | Sottomissione (triangle choke)                | 1         | 3:20      |           |
|                                        | Pesi piuma femminili   | Arlene Blencowe   | batte     | Amanda Bell       | KO (pugni)                                    | 1         | 0:22      |           |
|                                        | Catchweight (190 lbs.) | Will Fleury       | batte     | Antonio Jones     | Decisione unanime (30–26, 30–27, 30–27)       | 3         | 5:00      |           |
|                                        | Pesi leggeri           | AJ Agazarm        | batte     | Jacob Landin      | Sottomissione (rear-naked choke)              | 1         | 4:21      |           |
|                                        | Pesi mediomassimi      | Christian Edwards | batte     | Justin Vargas     | KO tecnico (pugni e gomitate)                 | 1         | 0:54      |           |
| Card Postliminare                      |                        |                   |           |                   |                                               |           |           |           |
|                                        | Pesi piuma             | Lucas Brennan     | batte     | Thomas Lopez      | Sottomissione (rear-naked choke)              | 1         | 3:02      |           |
|                                        | Pesi mosca femminili   | Bruna Ellen       | batte     | Elina Kallionidou | Decisione unanime (30–27, 29–28, 29–28)       | 3         | 5:00      |           |
|                                        | Pesi welter            | Joseph Holmes     | batte     | Kona Oliveira     | Sottomissione (rear-naked choke)              | 2         | 2:41      |           |